# Marcelândia
Marcelândia is een gemeente in de Braziliaanse deelstaat Mato Grosso. De gemeente telt 14.473 inwoners (schatting 2009).
De gemeente grenst aan Peixoto de Azevedo, Nova Santa Helena, União do Sul, Feliz Natal, São Félix do Araguaia en São José do Xingu.